# .in
.in es el nombre de dominio (ccTLD) para India.